# Gala Rugby Football Club
Il Gala Rugby Football Club è una squadra scozzese di rugby a 15 che gioca a Galashiels e disputa la National League Division 1 (la seconda lega scozzese).

## Palmarès
- Campionati scozzesi: 3
1979-80, 1980-81, 1982-83
- Coppe di Scozia: 2
1998-99, 2011-12